# Ultraman (personaje)
Ultraman (ウルトラマン, Urutoraman) es un superhéroe japonés principal, protagonista de la franquicia Ultraseries. Debutó en el episodio piloto de su serie de televisión de 1966, titulada "Ultraman".
Es el primer héroe tokusatsu lanzado por Ultraseries y, por extensión, por Tsuburaya Productions.
Su aparición en el mundo del entretenimiento ayudó a generar el género Kyodai Hero con innumerables programas como Godman y Iron King.
Ultraman apareció por primera vez como personaje principal junto a su anfitrión humano Shin Hayata en la serie de televisión japonesa de 1966, Ultraman, que duró 39 episodios. Tras el éxito de Ultraman, Tsuburaya creó otra serie de Kyodai Hero como parte de su proyecto Ultraseries, Ultra Seven.
En Japón, la marca Ultraman generó $7.4 mil millones en ingresos por comercialización entre 1966 y 1987. Ultraman fue el tercer personaje con licencia más vendido del mundo en la década de 1980, en gran parte debido a su popularidad en Asia.

## Creación y concepción
El escritor Tetsuo Kinjo originalmente imaginó que una criatura reptil intergaláctica llamada Bemlar sería el personaje que se convertiría en Ultraman. La criatura podría crecer en tamaño hasta 164 pies, y su diseño es un cruce entre Garuda y Tengu.
El concepto original era que Bemlar ayudaría a un equipo de ataque contra amenazas como otros Kaiju.
Sin embargo, surgió la preocupación de que los espectadores no supieran a qué monstruo apoyar. El diseño memorable de Ultraman fue obra de Tohl Narita y el escultor de arcilla Akira Sasaki, con el concepto del alienígena gris en mente.
El traje Tipo A tenía una máscara hecha de plástico reforzado con fibra (FRP) y recubierta de látex, lo que le daba a Ultraman una cara "arrugada". La máscara originalmente estaba destinada a tener un mecanismo para abrir la boca, pero el revestimiento de látex impedía tales funciones. Bin Furuya mencionó que el Tipo A no le quedaba bien y lo obligaba a encorvarse un poco.

### Temporizador de color
La victoria de Ultraman contra sus enemigos nunca estuvo asegurada, ya que sus poderes y, de hecho, su propia fuerza vital provenían de la energía solar, que se vio muy reducida por la atmósfera filtrante de la Tierra. Su límite de tiempo se estableció en tres minutos, aunque ciertas escenas muestran que es capaz de seguir luchando mientras excede este límite.
Cuando Ultraman apareció por primera vez, su temporizador de color era de un color cian intenso. A medida que pasa el tiempo, el temporizador de color se vuelve rojo sólido y luego comienza a parpadear, emitiendo un timbre de advertencia mientras lo hace.
Cuando Ultraman se queda sin energía, el temporizador de color se apaga y se vuelve negro. El temporizador de color de Ultraman está vinculado directamente a su corazón, y dañarlo le causará lesiones mortales o dolor grave.
Ultraman y otros Ultra Warriors de M-78 reciben sus temporizadores de color a través de una cirugía de modificación con la esperanza de notificarles sobre la reducción de energía cuando luchan contra amenazas de monstruos en ciertos planetas o ubicaciones.
Según Tohl Narita, Ultraman no estaba destinado originalmente a tener un límite de tiempo, ya que su diseño original carecía de uno. En realidad, esto se hizo para reducir el costo de los efectos especiales.
El protagonista de la serie siguiente, Ultra Seven, evitó esto a través de su característica "Lámpara de haz" en la frente, pero los Ultra Warriors posteriores a Seven, sin embargo, volvieron a la tendencia del límite de tiempo. La falta de temporizador de color de Seven fue explicada por Tsuburaya debido a sus primeros días como oficial no combatiente, habiendo sido enviado originalmente solo para observar la galaxia de la Vía Láctea antes de involucrarse más íntimamente en los asuntos de la Tierra.

### Nombre
El nombre Ultraman era originalmente el que el astronauta extraterrestre de la Nebulosa M78 se hacía llamar cuando habló con Hayata, que se encontraba en estado de coma, sobre la fusión de sus formas como compensación por el accidente que provocó la colisión de sus naves. Después de la primera batalla de Ultraman con el monstruo Bemular, Ide le pregunta a Hayata cuál es el nombre del héroe; Hayata responde: "¿Te suena bien 'Ultraman'?". Esto originalmente implicaba que el nombre fue concebido por el propio Hayata, pero apariciones posteriores de otros extraterrestres y Zoffy confirman que es su nombre real.
En ciertos medios, Ultraman fue referido como Ultraman Original (Primer Ultraman, Shōdai Urutoraman. Se remonta a 1971, la aparición del personaje principal de la cuarta Ultraserie, El regreso de Ultraman, causaría confusión debido a que comparte el mismo nombre), de ahí que el original se llamara Original Ultraman y la segunda encarnación se llamara Ultraman II antes de recibir su propio nombre, Ultraman Jack por Noboru Tsuburaya, presidente de Tsuburaya Productions en ese momento. Dicho nombre es también uno de los conceptos originales de Ultraman Taro y apareció por primera vez como reconocimiento durante la película de 1984, Ultraman Story.
Además, Ultraman Jack estaba destinado a ser Ultraman regresando a la Tierra, pero fue creado como un personaje separado por respeto al fallecido Eiji Tsuburaya, quien falleció en 1970.

## Historia

### Era Shōwa
Ultraman es un Ultra Warrior que proviene de la Nebulosa M78. Mientras perseguía al monstruo espacial Bemular, chocó accidentalmente con el oficial de la SSSP Shin Hayata, que estaba de patrulla. Sintiéndose culpable por participar en su muerte, Ultraman fusionó sus cuerpos y le dio a Shin la Cápsula Beta. A partir de ese día, Ultraman defendió firmemente la Tierra contra los extraterrestres y los monstruos, con Shin Hayata y la SSSP ayudándolo. Mientras Hayata trabajaba junto a sus compañeros miembros de la SSSP, cambiaría a Ultraman si la situación lo requería.
En el final de la serie, una raza de alienígenas del planeta Zetton y su kaiju de vanguardia, Zetton (llamado así por su planeta de origen), atacan.a  Ultraman, ayudado por la SSSP, luchó contra Zetton, pero antes de que Zetton fuera derrotado, hirió mortalmente a Ultraman con un arma que el héroe no esperaba, una que apuntaba directamente a su temporizador de color. Ese daño hizo que perdiera casi toda su energía al instante.
Cuando Zoffy, el superior de Ultraman, llegó para recuperar al héroe caído con una energía vital especial, Ultraman suplicó que también se perdonara la vida de Hayata, llegando tan lejos como para ofrecer su nueva vida al humano, para que Hayata pudiera vivir como un hombre normal. Zoffy estuvo de acuerdo con Ultraman y le dio a Hayata una energía vital de repuesto, luego los separó, pero dejó a Hayata sin memoria entre el momento en que chocó por primera vez con la nave de Ultraman (en el primer episodio) y el momento en que se lo muestra parado afuera de la sede del Grupo de Búsqueda Especial de Ciencias, sosteniendo la Cápsula Beta pero aparentemente sin saber qué es o qué hace mientras observaba a Zoffy llevar a Ultraman a casa.
Este es un final bastante diferente de la serie al que se indica en el doblaje en inglés, que decía que Ultraman regresaría y que Hayata retuvo no solo su Cápsula Beta sino también, aparentemente, sus recuerdos completos de todas sus experiencias mientras esperaba el regreso de Ultraman. Casualmente, este final parece haberse convertido en el final definitivo de Tsuburaya, ya que Hayata reapareció varias veces a lo largo de las siguientes Ultraseries como anfitrión de Ultraman en momentos de necesidad.
Ultraman ¡Revive! le da un final alternativo a la serie 29 años después del final de la serie original, donde Zoffy junta a Hayata y Ultraman después de darle al primero otra fuerza vital. Después de la batalla contra Zetton, tanto Hayata como Ultraman quedaron conmocionados hasta la médula después de su derrota anterior. Los monstruos del pasado revivieron misteriosamente y Ultraman los derrotó nuevamente, pero Zetton lo debilitó una vez más. Cuando parecía que su derrota se repetiría, el miembro de SSSP Ide creó una fórmula especializada que reponía la energía de Ultraman, lo que le permitió derrotar finalmente a Zetton y poner fin a su misión en la Tierra.
Series de Ultraman en la Era Shōwa:
- El regreso de Ultraman (1971)
- Ultraman Ace (1972)
- Ultraman Taro (1973)
- Ultraman Leo (1974)
- The 6 Ultra Brothers vs. the Monster Army (1974)
- Ultraman Zoffy: Ultra Warriors vs. the Giant Monster Army (1984)
- Ultraman Story (1984)

### Era Heisei
- Ultraman Zearth (1996): Ultraman fue mencionado varias veces en esta película, ya que su estatua gigante que estaba dedicada al 30 aniversario de su serie fue rápidamente devorada por Cotton-Poppe. Cuando Katsuto/Ultraman Zearth realizó su Speciu-shula Ray frente a un espejo, la imagen de Ultraman se puede ver en su reflejo. En la segunda película, Ultraman fue mencionado nuevamente donde su derrota por Zetton se convierte en una inspiración para que los oficiales de MYDO creen un cañón con una salida de rayo de energía similar a la de Zetton para derrotar a Ultraman Shadow de Lady Benzene. Sin embargo, el plan fracasó, no solo porque Shadow no era un Ultraman genuino, sino también por configurar rápidamente un protector en su Temporizador de Color en el momento en que el rayo golpeó su pecho, lo que resultó en reflejarlo de regreso a MYDO.
- Ultraman Tiga (1996): Aparece en el episodio 49. Ultraman ayudó a Ultraman Tiga a derrotar al monstruo Yanakahgi. Teniendo en cuenta que Tiga es de una línea de tiempo completamente diferente a la del universo original de Nebulosa M78, se realizan muchas contorsiones de la trama para reunir a este equipo y honrar el 30 aniversario del Ultraman original. Por lo tanto, el Ultraman en cuestión aquí es de hecho una versión de un universo alternativo. Su voz es de Issei Futamata.
- Ultraman Mebius & Ultraman Brothers (2006): En esta película, se reveló que Ultraman, Ultraseven, Ultraman Jack y Ultraman Ace habían sellado a Yapool y su Súper Bestia, U-Killersaurus, debajo del lago de Kobe a costa de la mayor parte de su energía. Al final, asumieron vidas humanas, Ultraman se enmascaró como Hayata. 20 años después, Hayata se convierte en el administrador del aeropuerto de Kobe y se acerca a Mirai Hibino (la forma humana de Ultraman Mebius) junto con sus compañeros, dándole consejos después de ser sacudido debido a que no pudo salvar a un niño en el pasado. Los Ultra Brothers humanos luego presenciaron la batalla de Mebius contra un grupo alienígena que había llegado para revivir a Yapool. Cuando Mebius no pudo manejar a los invasores, los Ultra Brothers no tuvieron más remedio que transformarse nuevamente por primera vez en 20 años. Pero incluso después de que Mebius fuera rescatado, rápidamente cayeron presa de la trampa de los alienígenas y fueron utilizados para desbloquear a Yapool antes de que pudieran detenerlos. Mientras luchaban contra Yapool/U-Killersaurus, Zoffy y Ultraman Taro acudieron en su ayuda y recuperaron sus energías. Con los Ultra Brothers unidos, se combinaron con Mebius para formar Mebius Infinity para derrotar a Yapool y liberar a Kobe. Como esta película también conmemoraba el 40 aniversario de la Ultraseries y Ultraman, al personaje se le dio una cara arrugada, en homenaje al traje original de Tipo A.
- Ultraman Mebius (2006)::Tras los acontecimientos de la película, Ultraman regresó en los episodios 47 y 50 de la serie. Después de que Alien Mefilas le lavara el cerebro a toda la población para que se convirtieran en sus sirvientes, Mirai busca la ayuda de Hayata, pero no pudo hacer nada, ya que las acciones de Mefilas no ponía en peligro a los civiles. Sin embargo, después de ver a Ultraman Mebius luchando contra Mefilas (este último casi mata a los oficiales de GUYS), Hayata pudo interferir nuevamente como Ultraman y terminó la pelea sin pérdidas en ambos lados, diciéndole a Mefilas que se retirara. El alienígena cumplió con sus deseos y esperó con ansias su próximo enfrentamiento, aunque Alien Empera lo mató poco después debido a su incompetencia. Más tarde tuvo una breve conversación con Teppei Kuze, uno de los oficiales de GUYS, y estuvo entre los Ultra Warriors que limpiaron el Sol de la mancha solar de Alien Empera.
- Superior Ultraman 8 Brothers (2008): En esta obra, Ultraman es también un personaje de un universo alternativo que llegó a la Tierra junto a sus camaradas, Ultra Seven, Ultraman Jack y Ultraman Ace. Al llegar a la Tierra, asumieron la vida de civiles mundanos, con Ultraman disfrazándose como el dueño de una tienda de bicicletas Shin Hayata, habiéndose casado con Akiko Fuji y teniendo una hija llamada Rena Hayata (basada en Rena Yanase de Ultraman Tiga). Habiendo vivido en la Tierra durante mucho tiempo, finalmente olvidaron sus identidades reales. Sin embargo, todo esto cambia cuando la seguridad de su Tierra se vio amenazada por figuras oscuras sin nombre, hasta que sus esposas les recordaron quiénes eran realmente, lo que permitió que Hayata y los demás recuperaran sus recuerdos y poderes como Ultra Warriors, ayudando a los Ultra Warriors alternativos de Heisei y Ultraman Mebius (la versión de la realidad principal que fue traída a la fuerza a su universo) contra su enemigo. Al final, después de que Daigo completara la nave espacial que debía llevar a sus pasajeros a la Tierra de la Luz, Hayata y sus compañeros se unieron junto con sus esposas, mientras Hayata y Akiko viajaban en una nave espacial que se parecía al Jet VTOL de la SSSP. Este trabajo también reutiliza la cara "New Type A" utilizada por Ultraman en la película anterior.

### Era Reiwa
- Ultraman Z (2020): Su poder habitaba en la Medalla Ultraman, una de las muchas Medallas Ultra fabricadas en la Tierra de la Luz. Cuando Genegarg las robó y fue destruida por el Rayo Zestium de Ultraman Z, dicha Medalla estaba entre las que se esparcieron por la explosión y fueron rescatadas por la miembro de STORAGE, Yoko. Ella se la daría a los Ultra, lo que le permitiría a Z asumir Beta Smash.
- Shin Ultraman (2022): Él es el héroe titular de la película, que vino a la Tierra para defenderla de los monstruos y extraterrestres.
- Ultraman: el ascenso (2024)

## Estadísticas
Las estadísticas de Ultraman que se muestran a continuación nunca se mencionaron en la serie original, pero se mencionaron en revistas y sitios web oficiales.
- Altura: 40 m (50 m en el episodio 40 de Ultraman Taro)
- Peso: 35.000 t
- Velocidad de vuelo: Mach 5
- Lugar de nacimiento: Nebulosa M78, Tierra de la Luz
- Edad: Más de 20.000 años[3]
- Año de debut: 1966
- Primera aparición: El nacimiento de Ultraman (1966)

### Descripción
Como afirma el sitio web oficial de Tsuburaya Productions: "Ultraman visitó la Tierra después de perseguir al monstruo espacial Bemular, protegió la Tierra contra amenazas de monstruos y alienígenas. Aparte de su ataque principal Specium Ray, también posee una serie de técnicas. Su lugar de origen es Nebulosa M78. A pesar de su fuerza, también es amigable con los monstruos no hostiles. Su forma humana en la Tierra es Shin Hayata del Science Special Search-Party. También es miembro de los Ultra Brothers."

### Otras formas
- Versión Glitter: Presentado en Superior 8 Ultraman Brothers Ultraman y los Ultra Warriors alternativos recibieron fuerza de las esperanzas de los ciudadanos y obtuvieron un aumento de poder que era idéntico al ataque Glitter Tiga de Tiga, combinado. con los Ultras alternativos, se llamó Superior Myth Flasher, creado combinando sus ataques rematadores originales.
- Ultraman Dark: La forma corrupta de Ultraman, que apareció por primera vez durante los eventos de Ultraman Ginga. Después de que Seiichirō Isurugi recibiera las Spark Dolls de Ultraman y Ultra Seven, las Dark Dummy Sparks que le dieron le permitieron al hombre asumir las formas corruptas de los dos Ultra Warriors, Ultraman Dark y Ultra Seven Dark, respectivamente. La apariencia de Ultraman Dark es idéntica a Ultraman, pero con colores negros reemplazando el plateado original, y los ojos de Ultraman y su Temporizador de Color brillan en rojo. Sus ataques conservan el mismo nombre y estadísticas de poder, aunque parecen ser más oscuros. Ultraman Dark (Seiichirō) apareció por primera vez después de que Ultraman Ginga derrotara a Zaragas, y atacó brutalmente al Ultra Warrior antes de intercambiarse con Ultra Seven, pero antes de que pudiera dar el golpe final, Seiichirō fue detenido por Misuzu Isurugi, su hija. La Spark Doll de Ultraman volvió a la normalidad después de que Ultraman Ginga derrotara a Seiichirō. El traje de Ultraman Dark fue reutilizado de Ultraman Geist, otro doppelgänger malvado de Ultraman que apareció en ciertos espectáculos. Además, el tercer volumen del lanzamiento en Blu-ray/DVD de Ultraman Ginga declaró que su concepción se basó en Imitation Ultraman, un disfraz asumido por Alien Zarab del episodio 18 de Ultraman. En el juego crossover de 2014 Super Hero Generation, demostró los ataques Dark Specium Ray y Dark Ultra Slash.

### Poderes y habilidades
La técnica de combate de Ultraman generalmente se basaba en la fuerza bruta, que se basaba en luchar contra sus oponentes en combate cuerpo a cuerpo, para luego acabar con ellos con sus ataques de rayos. En medio del combate, a veces usaba diferentes habilidades que lo ayudaban en el combate o neutralizaban situaciones peligrosas en las que se veían involucrados los SSSP. Su piel poseía una protección natural contra el calor extremo, la electricidad y las explosiones de bombas atómicas.
Su ataque característico era el Rayo Specium, que se realizaba con sus antebrazos formando una postura cruzada, con su brazo izquierdo en posición horizontal y colocado hacia adelante mientras que su brazo derecho está en posición vertical y colocado hacia atrás, reflejando un shuriken. Este remate lanza un rayo de energía blanca que consiste en un mineral extraterrestre llamado Specium que se puede encontrar en Marte (ep. 2). 
Cuando sus brazos forman la postura "+", su mano derecha emite Specium negativo y su brazo izquierdo emite Specium positivo, creando así un rayo de destrucción con un calor de 500.000 grados y un nivel de potencia de 500.000 caballos de fuerza.[33] Dicho mineral en sí es la principal debilidad de Alien Baltan, uno de los adversarios de Ultraman, y es frecuentemente utilizado para derrotar a otros monstruos de la semana. Sin embargo, Specium también tiene una contraparte, Spellgen, que fue utilizada por el Alien Baltan de segunda generación (ep. 16) para contrarrestar el Rayo Specium, lo que llevó a Ultraman a cortar al Alien por la mitad con el ataque Ultra Slash. Se ha demostrado que ciertos monstruos de la serie son resistentes al Rayo Specium, y se necesitó más de un disparo para morir.
Ultraman también usa el Ultra Slash, un ataque con un disco de sierra con proyectiles de energía lanzado desde el brazo derecho de Ultraman a modo de disco volador. Esto se usa principalmente para desmembrar a un oponente, generalmente cortándolo por la mitad.
Al igual que el Specium Ray, tenía su propia debilidad, ciertos oponentes como Gubila (ep 23) o Keylla (ep 39) pudieron atrapar el disco momentos antes de que los golpeara y arrojárselo al Ultra Warrior. También hay otros usos no convencionales para el Ultra Slash:
- En el episodio 13 (el episodio final) de Ultra Galaxy Mega Monster Battle, Ultraman invocó el Ultra Slash desde su brazo izquierdo y en lugar de arrojarlo, lo usó para cortar el brazo izquierdo de King Joe Black de manera similar a un golpe de karate para salvar al Space Pendragon de ZAP SPACY y escapar del Planeta Boris.
- En Ultraman X La Película, Ultraman utilizó por primera vez el Ultra Slash a modo de escudo para defenderse del ataque de Gorg Fire Golza antes de que se lanzara hacia el monstruo.

## Impacto cultural
En las Ultraseries, el cuerpo principal de Ultraman se ha convertido en la base de la mayoría de los Ultra Warriors posteriores. Este diseño se puede ver en ciertos Ultras como Ultraman Jack (que originalmente estaba destinado a ser el Ultraman original que regresó), Ultraman Tiga, Ultraman Cosmos y otros.

### Parodias y homenajes
Ultraman, así como los elementos de su propia serie, han sido referenciados y parodiados numerosas veces en la cultura popular; los ejemplos incluyen:
- El episodio de South Park, "Mecha-Streisand", presenta a Leonard Maltin como Ultraman o Jet Jaguar.
- Ultraman apareció como el personaje principal en el video musical Yin Dee Mai Mee Bpunhah (Feliz, no hay problema) del dúo de rock tailandés Asanee–Wasan en 1989.[5]
- Los episodios 30 y 57 de Sgt. Frog presentan la Flash Spoon, un objeto con forma de cuchara que convierte a su usuario en un gigante, al igual que la Beta Cápsula. Cuando se activa, el usuario se eleva de manera similar a Ultraman.
- En el episodio 3 del arco fantasmagórico de la serie Wooser's Hand-to-Mouth Life se imagina a sí mismo luchando contra Len, quien usa un disfraz de monstruo mientras usa una gorra con la cabeza en forma de aleta de Ultraman y realiza la pose del Rayo Specium.
- El artista de manga Akira Toriyama es un fanático de las películas de ciencia ficción, así como de Ultraman y Ultra Seven. Uno de sus mangas, Dr. Slump, presenta a dos personajes secundarios, Nekotoraman y Nekotoraseven, en un póster de cine señalado por Senbei Norikami. Además, el episodio 1 de la adaptación al anime del manga tiene un personaje inspirado en Ultraman, que saca el sol con su caña de pescar.
- El capítulo 1 del manga My Hero Academia presenta a Ultraman como la silueta de uno de los muchos superhéroes.
- Según el escritor de To Aru Majutsu no Index, Kiyotaka Haimura, el diseño de la camiseta de Accelerator cambia de estar basada en Devilman al Ultraman original. Este cambio se realiza durante el Volumen 5 de la serie de novelas para conmemorar el cambio de bando del personaje, de antagonista a protagonista secundario.
- En la franquicia Ben 10, uno de los alienígenas de Ben Tennyson, Muy Grande, se parece al Ultraman original tanto en tamaño como en apariencia y el nombre de su especie es un juego de palabras con el género tokusatsu en su conjunto. Su ataque de Rayo Cósmico se basa en el Rayo Specium.
- El episodio 93 de Gintama presenta a Space Woman, un extraterrestre gigantesco con una apariencia similar a Ultraman.